# Coutinho Afonso
Coutinho Afonso é uma pequena aldeia da freguesia de Algueirão-Mem Martins, no concelho de Sintra. Situa-se no nordeste dessa freguesia, no limite com a de Pero Pinheiro.
Existem evidências da ocupação no local já no Paleolítico Antigo ou Superior – 600.000 a 100.000 anos a.C. –, como o atestam escavações efetuadas em 1966 pelo arqueólogo João José F. Gomes na "estação paleolítica de superfície da Casa Caída". De acordo com o arqueólogo, esse povoado manteria a sua ocupação pelo menos até ao Paleolítico Médio – 100.000 a 40.000 anos a. C.
No período romano Coutinho Afonso era atravessada por uma “(…) grande estrada romana que ligava Belas, Suimo, Casal da Mata, Coutinho Afonso e irá provavelmente ter ao Ramalhão.” 
As primeiras referências escritas serão de 1348, em notícias de aforamentos de terras do Convento de Santa Cruz de Coimbra em "Maria Dias" e "Gontijnha Afonso" (AHS, Núcleo Silva Marques).
Segundo o editor António Rocha Madahil, no Livro da Fazenda e Rendas da Universidade de Coimbra em 1570 (organizado, em 1570, por Simão de Figueiró, escrivão das rendas e bens da Universidade de Coimbra e publicado em 1940), citado pelo arqueólogo Rui Oliveira, Coutinho Afonso “(…) é citado duas vezes a propósito de propriedades: ‘… uma vinha e muitas propriedades de pam que trazem (isto é arrendadas) dezanove ou vinte pessoas do dito lugar’ Nestas duas citações, duas variantes gráficas: a 1.ª = Coutinha Afonso; a 2.ª Guontinha Afonso (…)”.
A Lista de Comarcas do Reino, de 1640, refere que Coutinho Afonso pertencia à Vintena  de Cortegraça e tinha 5 vizinhos. 
Em 1758, na sequência do terramoto de 1755, o Marquês de Pombal ordenou a realização das Memórias Paroquiais, um interrogatório enviado aos párocos para que estes inquirissem a população. O resultado desses inquéritos é publicado em 1758, referindo que o termo de Sintra possui 22 vintenas, sendo que a “(…) Ventena de Cortegasa tem quatorze lugares: Cortegasa, Continha Afonso, Barouta, Maria Dias, Palmeyras, Quintanellas, Das Gozmas, Das Vivas, Sam Miguel, Condado, Cabrafiga, Lapas, Urnal, Mourelena (…)”. Nessas Memórias é referido que “(…) Contim affonço (…) tem sinco famílias com vinte, e seis pessoas (…)”.
O terramoto de 1755 terá provocado fortes danos em Coutinho Afonso, sendo aí registado o único óbito da freguesia de Santa Maria, na qual se inseria então Coutinho Afonso; referem as Memórias Paroquiais: “Aos 2 de Novembro de 1755 passou da vida prezente Martins solteiro, solteiro, morador em Coutinho Afonso desta freguesia que morreu por cauza do terramoto e foi sepultado no adro desta Igreja de Santa Maria de que fis este assento que assinei. Por comissão, o cura Hierónimo Rodrigues Moura.”.
Em 1838, no levantamento efetuado pelo Visconde de Juromenha no livro Cintra Pinturesca, era referido que Coutinho Afonso tinha sete fogos.
Em 1940 os censos populacionais referem que Coutinho Afonso tinha então 51 habitantes. Os censos mais recentes (2011) indicam uma população de 84 habitantes.